# Chiến tranh Samnite
Cuộc Chiến tranh Samnite lần thứ Nhất, Thứ Hai, và Thứ Ba (343–341 TCN, 326–304 TCN và 298–290 TCN) đã nổ ra giữa Cộng hòa La Mã và người Samnite, họ là những cư dân sinh sống ở khu vực dãy Apennine nằm về phía nam của Rome và ở phía bắc vùng đất của người Lucani. Cuộc chiến đầu tiên là kết quả từ sự can thiệp của Rome nhằm cứu nguy cho thành phố Capua ở khu vực Campania khỏi một cuộc tấn công của người Samnite. Cuộc chiến tranh thứ hai là kết quả của sự can thiệp của Rome vào chính trị của thành phố Naples và nó đã bùng phát trở thành một cuộc chiến nhằm tranh giành quyền kiểm soát phần lớn khu vực miền trung và miền nam Ý. Cuộc chiến thứ Ba cũng liên quan đến cuộc xung đột giành quyền kiểm soát những khu vực này của Ý. Các cuộc chiến tranh này đã kéo dài hơn nửa thế kỷ, các dân tộc ở phía đông, phía bắc và phía tây của Samnium (vùng đất của người Samnite) cùng với các dân tộc ở khu vực miền Trung của Ý về phía bắc của Rome (người Etrusca, Umbri và Picenti) và bộ lạc Senone người Gaul đã tham gia vào các cuộc chiến tranh này ở những mức độ khác nhau và tại các thời điểm khác nhau. Người Samnite là một trong những đối thủ đáng gờm nhất vào thời kỳ đầu của Rome.

## Bối cảnh
Trong nhiều thế kỉ, những người Sabelli vùng cao nguyên của Apennine đã cố gắng để họ có thể tiến vào những vùng đồng bằng giữa những ngọn đồi và Địa Trung Hải. Nhưng người Etruscan và người Latin đã kiểm soát chúng, trải qua hàng trăm năm mở rộng, không những bao gồm vùng latium mà còn về phía đông và phía đông nam. Họ bắt đầu di cư thành từng đợt tới Campania, nơi họ đã trở nên quen với một cuộc sống văn minh hơn, trở nên ít hiếu chiến và yếu đuối hơn để đương đầu với những người bà con ở vùng đồi núi.Ở giữa thế kỷ thứ tư, lực lượng mạnh nhất trong số những dân cư vùng cao nguyên là liên minh Samite. Xa hơn về phía đông và phía nam, người Lucania và người Brutti đã bị đẩy dần về phía các thuộc địa của Hy Lạp của Magna Graecia. Các chiến binh Samnite-chăn nuôi gia súc từ những ngọn đồi gần đó muốn sử dụng các đồng cỏ của vùng đồng bằng cho động vật của họ - những vùng đất mà người dân vùng đồng bằng đã có rào chắn. Người Hy Lạp đã kêu gọi giúp đỡ từ Epirus, những người sống trên các đồng bằng - những người Campania- kêu gọi Roma và Roma đã đến giải cứu họ. Đại sứ La mã đã đi đến chỗ những nhà lãnh đạo những cư dân đồi núi để thảo luận và bị đối xử thô bạo. Chiến tranh giữa Roma và người dân đồi núi Samnite nổ ra sau đó.

## Chiến tranh Samite lần thứ nhất

### Bùng nổ

#### Theo tác phẩm của Livy
Theo Livy, cuộc chiến tranh Samnite lần thứ nhất bắt đầu không phải vì bất kỳ tình trạng thù địch nào giữa người La Mã và người Samnite, nhưng là do sự kiện bên ngoài. Ngọn lửa chiến tranh bùng phát khi mà người Samnites- vốn không có sự khiêu khích nào- tấn công người Sidicini, một bộ tộc sống ở phía bắc của Campania cùng với khu định cư chính của họ là Teanum Sidicinum Không thể đứng lên chống lại người Samnite, người Sidicini tìm kiếm sự giúp đỡ từ người Campani. Liên minh Campani được lãnh đạo bởi thành bang Capua, sự giàu có nổi tiếng của Campania đã biến Capua thành một thành phố giàu nhất của Ý thời cổ đại. Giống như người Samnite, và cũng như người Sidicini, người Campani nói ngôn ngữ Oscan. Tuy nhiên, tiếp tục theo Livy, những người Samnite hiếu chiến đã đánh bại người Campani trong một trận chiến trên lãnh thổ Sidicine và sau đó chuyển sự chú ý của họ vào vùng Campania. Đầu tiên họ chiếm Tifata, ngọn đồi nhìn xuống Capua, và đã để lại một lực lượng mạnh để giữ chúng, sau đó họ tiến vào vùng đồng bằng giữa các ngọn đồi và Capua. Ở đó, người Samnite đã đánh bại người Campani trong một trận chiến thứ hai và đuổi họ trốn vào trong các bức tường thành. Thất bại này buộc người Campani yêu cầu Roma giúp đỡ.